# Kobielice (województwo śląskie)

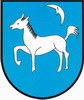
Nieoficjalny herb wsi Kobielice

Kobielice (niem. Kobielitz) – wieś w Polsce położona w województwie śląskim, w powiecie pszczyńskim, w gminie Suszec.
Do roku 1998 Kobielice administracyjnie należały do województwa katowickiego.

## Historia
Miejscowość ta była małą osadą powstałą w XV wieku.
Natomiast początek tak naprawdę dali jej osadnicy, którzy przybyli wraz z Baltazarem Promnitz, który w 1548 r. został właścicielem ziemi pszczyńskiej i miasta Pszczyny.
Ludzie żyli tutaj biednie, zajmując się uprawą roli. W kwietniu 1869 została wybudowana szkoła katolicka, a pierwszym nauczycielem był August Krzoska, za swoją pracę dostawał 200 talarów. Do szkoły zapisanych było 129 uczniów, z których 49 uczęszczało regularnie, 20 nieregularnie, a 60 w ogóle; 20 z nich przystąpiło do pierwszej komunii. W latach 1901–1939 istniała szkoła ewangelicka, która mieściła się w późniejszym ośrodku zdrowia.
2 września 1939 oddział Freikorpsu zamordował Stanisława Lewickiego i Alojzego Mamoka. W styczniu 1945 r. przez miejscowość przeszły tzw. marsze śmierci z obozów Auschwitz-Birkenau w Oświęcimiu na stację kolejową w Wodzisławiu Śląskim.
W latach 1985–1986 mieszkańcy wybudowali kościół, a trzy lata później zapadła decyzja o erygowaniu parafii katolickiej pw. Najświętszej Maryi Panny Królowej Polski.
W roku 1996 oddano do użytku nowoczesną szkołę podstawową.
Z Kobielic pochodzi ks. dr Marian Niemiec, biskup diecezji katowickiej Kościoła Ewangelicko-Augsburskiego.